# Людвіг Бюхнер
Людвіг Бюхнер (1824, Дармштадт — 1899) — німецький філософ, лікар, природознавець, брат письменників Георга, Олександра і Луїзи Бюхнер.

## Біографія
Народився 29 вересня 1824 в Дармштадті в родині лікаря. Був п'ятою дитиною в сім'ї (всього 8 дітей). Майже всі брати і сестри Бюхнера відрізнялися неабиякими здібностями і талантами. Його племінником був Ернст Бюхнер (1850—1924), хімік-винахідник.
Людвіг Бюхнер — найбільший представник матеріалістичного напрямку в європейській філософії 2-ї половини 19-го століття. Ф. Енгельс, бажаючи підкреслити відмінності марксистської філософії, назвав Л. Бюхнера (а з ним К. Фохта і Я. Молешотта) «вульгарними» матеріалістами (Бюхнер стояв на позиціях механічного матеріалізму). У філософію Бюхнер увійшов швидше як популяризатор позитивних наукових досягнень, використовував новаторський для того часу, насичений прикладами та аргументами стиль. Почасти тому його головна праця «Сила і матерія» (витримав в Росії до 1905 року 17 видань) сприймається скоріше як філософський памфлет на захист матеріалізму, ніж розвиток оригінальної концепції. Громадська позиція Л. Бюхнера, його прагнення донести ідеї прогресу і досягнення науки до самих соціальних низів є, по суті, продовженням лінії французьких матеріалістів Епохи Просвітництва 18 ст. Був прихильником і пропагандистом дарвінізму і поширював його принципи на суспільне життя, розділяючи таким чином ідеї соціального дарвінізму.
Автор праць «Людина згідно з наукою», «Любов і любовні відносини тваринного світу» (1881) і багатьох інших. Особливо широко була відома його робота «Сила і матерія» (1855). Критикував позицію Карла Фохта про те, що мозок виділяє думку, подібно до того як печінка — жовч.
Противниками Бюхнера були Поль Жане та ін.